# 梁永能
梁永能（1979年6月26日－），香港舞台劇導演及編劇，拉闊劇團藝術總監及藝人演技課程老師，尤以流行小說改編演出最廣為人知，九把刀、深雪、天航、鄭梓靈、史兄、孤泣等流行小說作家的作品，均曾被梁氏改編成舞台劇，並大獲好評。近年開始將藝術範疇推廣至影視。其作品深受年青族群歡迎，擅於以生活化的戲劇、形體、音樂、舞蹈，製作熱血感人、笑中带淚的故事。

## 簡介
香港浸會大學傳理系碩士生、香港演藝學院戲劇學院藝術(榮誉)學士，主修導演。2010年憑舞台劇《莫札特之死》獲第二屆香港小劇場獎最佳導演提名。2016年，其策劃、監督、編劇並擔任節目主持的CIBS香港電台節目《小說舞台》獲頒香港電台CIBS十大最受歡迎節目獎。在學期間屬獲獎學金，曾往北京作學術交流。曾擔任英國國家高級文憑表演系講師、香港藝術發展局審批員、香港學校戲劇節評審、平和基金第一及第二屆「不賭新世代」戲劇匯演評審、澳門新濠天地人際關係課程季度講師，策劃及製作多個政府及不同機構之大型公開演出及展覽。導演及編劇作品超過50部，包括孤泣小說改編《戀上十二星座》、《APPER人性遊戲》；深雪小說改編《借用下一世的男朋友》；天航小說改編《書虫的少年時代》、《君子街‧淑女拳》、《披上狼皮的羊咩咩》、《戀上白羊的弓箭》；史兄小說改編《婚姻這種邪教》；鄭梓靈小說改編《假如我們不是這樣開始》、九把刀小說改編《月老》、《上課不要看小說》等。在拉闊藝人演技課程任教之現役藝人學生超過80名。梁氏在學期間曾獲陳敢權獎學金、匯豐銀行內地交流計劃獎學金、演藝學院友誼社獎學金及奔騰製作獎學金等。並往中國北京作學術交流。2013年，梁氏帶領拉闊劇團升格為拉闊劇團有限公司，並於同年成為香港特別行政區註冊之非牟利劇團，並根據《稅務條例》第88條獲豁免繳稅的慈善機構。

## 舞台劇編導作品
| 演出日期             | 劇目名稱                                      | 演出地點                            | 主辦/製作單位                   | 場次 | 參與演員 |
| 2021年1月27日-2月3日 | 孤泣小說改編《戀上十二星座》                  | 禾場黑盒劇場                        | 拉闊劇團有限公司                | 9場  | 袁鎮業、米露迪、杜沚諾、吳狄敏、李玉庭、唐貝詩、梁奕藍、霍嘉恩、陳蕊蕊、鄧伊婷、霍柔心、楊埕、羅頌欣、梁皓婷、羅卿娗、黃淑瑩 |
| 2019年4月12-14日     | 天航小說改編《書蟲的少年時代》(重演)          | 元朗劇院演藝廳                      | 拉闊劇團有限公司                | 5場  | 馬嘉均、孤泣、伍熹賢、袁鎮業、黃榕、陳志忠、邱芷微、鄭伊娜、吳狄敏、徐梓晉、羅卿娗、陳俊朗、艾華、倫源廷、梁巧悅、梁愷婧、羅曉如 |
| 2018年4月27-29日     | 孤泣小說改編《APPER人性遊戲》                 | 西灣河文娛中心劇院                  | 拉闊劇團有限公司                | 5場  | 馬家均、黃榕、江沁兒、陳志忠、鄭伊娜、吳狄敏、周嘉豪、倫源廷、梁樂衡、李文國、譚錦輝、鄺偉強、何家昌、艾華、羅曉如、利穎怡、符曦月、羅頌欣、伍熹賢、邱芷微                                                                                             |
| 2016年8月4-7日       | 天航小說改編《書蟲的少年時代》                | 上環文娛中心劇院                    | 拉闊劇團有限公司                | 6場  | 鍾浩賢、梁雨恩、余震東、甄詠珊、李亦喬、范愷雯、程芷渝、石俊傑、葉運強、譚錦輝、艾華、鄺偉強、邱潔森、梁巧悅、梁愷婧 |
| 2016年4月21-24日     | 深雪小說改編《借用下一世的男朋友》            | 牛池灣文娛中心劇院                  | 拉闊劇團有限公司                | 6場  | 譚芷翎、安俊豪、甄詠珊、葉運強、石俊傑、譚錦輝、李文國、梁永能、邱潔森、梁巧悅、梁愷婧 |
| 2015年9月3-6日       | 天航小說改編《君子街‧淑女拳》                 | 香港文化中心劇場                    | 夢想沙龍/拉闊劇團有限公司       | 6場  | 安俊豪；梁雨恩、施淑婷、楊溢淙、尹泳恩、譚錦輝、傅蘊盈、葉運強、王毓筠、艾華、李文國、盧錦華、鄺偉強、李嘉進、梁樂衡、徐結芝、林嘉興、梁巧悅、梁愷婧                                                                                                   |
| 2015年5月8-10日      | 史兄小說改編《婚姻這種邪教》                  | 上環文娛中心劇院                    | 拉闊劇團有限公司                | 5場  | 石俊傑、張志傑、高正安、潘劍秋、陳思齊、曾浩嵐、葉嘉茵、鄺偉強、葉運強、譚錦輝 |
| 2014年10月25-26日    | 九把刀小說改編《上課不要看小說》(台灣演出)    | 台灣高雄衛武營藝術文化中心281展演場 | 台灣高雄衛武營/拉闊劇團有限公司 | 2場  | 石俊傑、麥家淇、譚錦輝、葉運強、馮志忠、倫源廷、陳淑麗、梁樂衡、梁巧悅、葉蔭文、程筱筑、翁麗婷、鄺偉強、謝嘉美 |
| 2014年4月11-19日     | 天航小說改編《披上狼皮的羊咩咩》              | 牛池灣文娛中心劇院/上環文娛中心劇院 | 拉闊劇團有限公司                | 10場 | 李蘊、李俊傑、林玉盈、李朗軒、譚錦輝、馮志忠、麥家淇、倫源廷 |
| 2014年4月7-8日       | 天航小說改編《披上狼皮的羊咩咩》(澳門演出)    | 澳門文化中心小劇院                  | 戲劇農莊/拉闊劇團有限公司       | 2場  | 李蘊、李俊傑、林玉盈、李朗軒、譚錦輝、馮志忠、麥家淇、倫源廷 |
| 2013年11月1-3日      | Peter Shaffer經典劇目《莫札特之死》(三度重演) | 香港大會堂劇院                      | 拉闊劇團有限公司                | 5場  | 林澤群、陳仕文、朱仲暐、梁穎琳、魯文傑、蔡德鈞、譚錦輝、石俊傑、趙之維 |
| 2013年9月5-8日       | 天航小說改編《戀上白羊的弓箭》                | 牛池灣文娛中心劇院                  | 拉闊劇團有限公司                | 6場  | 鄭嘉俊、朱仲暐、朱鳳嫻、譚錦輝、葉運強、陳仕文、馬師雅、陳子豐 |
| 2013年5月16-19日     | 鄭梓靈小說改編《假如我們不是這樣開始......》  | 香港藝術中心壽臣劇院                | 拉闊劇團有限公司                | 6場  | 鄭嘉俊、李蘊、文傑聰、馬師雅、朱仲暐、葉運強、尹泳恩、梁巧悅 |
| 2012年11月9-10日     | 曾志豪X陳嘉銘《國民跣低教育》棟篤笑           | 上環文娛中心劇院                    | 彩虹劇社/拉闊劇團               | 3場  | 曾志豪、陳嘉銘 |
| 2012年9月14-16日     | 梁永能編劇作品《我‧她與他》                   | 牛池灣文娛中心劇院                  | 彩虹劇社                        | 4場  | 羅慶生、趙展禧、陳顥之、張素敏、尹泳恩、謝嘉美、麥詠楠、李潔芳、李文國、劉安美、麥家淇、李浩基、梁巧悅 |
| 2012年6月22-24日     | 九把刀小說改編《上課不要看小說》              | 香港文化中心劇場                    | 拉闊劇團                        | 5場  | 鄭嘉俊、陳仕文、朱仲暐、馬師雅、文傑聰、陳桂芬、陳永泉、尚明輝 |
| 2011年9月23-25日     | 九把刀小說改編《月老》                        | 上環文娛中心劇院                    | 拉闊劇團                        | 5場  | 郭穎東、楊螢映、文傑聰、曹越、黃建東、陳仕文、譚錦輝、梁依倩、鄭秋文 |
| 2011年9月23-25日     | Reginald Rose經典劇目《12女‧審叛》            | 牛池灣文娛中心文娛廳                | 拉闊劇團                        | 5場  | 陳慧儀、何明莊、黃明樂、鄭雅芝、林少芬、許珍雅、黃嘉莉、蕭佩霖、陳淑麗、徐曉嵐、黎紫敏、王青青、梁樂衡 |
| 2011年3月4-6日       | 梁永能編劇作品《彩虹協奏曲》                  | 牛池灣文娛中心劇院                  | 彩虹劇社                        | 4場  | 譚錦輝、馮志忠、胡明芳、梁鎮鴻、葉蔭文、林文珊、羅慶生、許珍雅、梁樂衡、林少芬、黃嘉莉、張素敏、鄭雅芝、李文國、鄭智濤、陳近齊、陳淑麗、麥夢真、徐曉嵐、陳沛豪、倫源廷、盧宏基、黎紫敏、許韻琴、李叠寅、盧錦華、王青青、洪永祥、楊嘉明、胡福華、陳慧儀 |
| 2010年8月6-8日       | Peter Shaffer經典劇目《莫札特之死》載譽重演   | 賽馬會創意藝術中心黑盒劇場          | 拉闊劇團                        | 5場  | 鄭嘉俊、陳仕文、朱仲暐、冼振東、馬師雅、文傑聰、梁鎮鴻、譚錦輝、宋本浩、崔嘉輝 |
| 2009年8月26-29日     | Peter Shaffer經典劇目《莫札特之死》           | 藝穗會劇院                          | 拉闊劇團                        | 6場  | 鄭嘉俊、陳仕文、朱仲暐、文傑聰、梁鎮鴻、宋本浩、譚錦輝、蔡德鈞、黎家寶 |
| 2009年2月24-26日     | 陳敢權編劇作品《幻影組曲》                    | 葵青劇院黑盒劇場                    | 拉闊劇團                        | 3場  | 梁鎮鴻、崔嘉輝、林紫光、曾鳳珊、黃麗碧、嚴嘉雯、駱詠豪 |
| 2008年4月9-12日      | 陳敢權獨幕劇之夜《困獸X上路傻人》             | 藝穗會小劇場                        | 拉闊劇團                        | 6場  | 林紫光、梁鎮鴻、盧可兒、曾鳳珊、黃盈偉、陳松城、江智騫、吳翠芝、王錦鴻、崔嘉輝、黃逸揮、招敬彰、駱詠豪 |
| 2007年8月8日         | Jim Jacobs X Warren Casey經典音樂劇《油脂》   | 香港會議展覽中心                    | 香港傳藝節                      | 1場  | - |
| 2006年10月10-14日    | Christopher Durang之夜《陪你玩到死為止》      | 藝穗會小劇場                        | 拉闊劇團                        | 7場  | 莫嘉紋、盧卓安、陳子豐、林碧芝、鄧智堅、黃懿雯、馬沛詩、朱鳳嫻、鄭嘉俊 |
| 2006年2月27日-3月4日 | Henrik Ibsen經典劇目《海達·嘉柏拿》           | 香港演藝學院實驗劇場                | 香港演藝學院                    | 7場  | 柯嘉琪、陳仕文、郭穎東、文傑聰、文瑞興、賴曉珊、郭靜雯 |
| 2005年5月19-21日     | Christopher Durang翻譯劇目《玩轉舞台瘋狂夜》  | 上環文娛中心演講廳                  | 劇場空間/LBTheatre              | 3場  | 黃嘉威、陳健豪、陳珈賢、KK、李明杏 |
| 2004年7月25日        | 梁永能原創音樂劇《我的足球夢想》              | 香港理工大學賽馬會綜藝館            | 拉闊劇團                        | 1場  | 黃嘉威、陳仕文、郭穎東、朱仲暐 |

## 微電影編導作品
| 年份 | 作品名稱                | 出品人           | 製作單位         | 參與演員                                                                       |
| 2020 | 《買樓把鬼》            | 黃獎             | 拉闊劇團有限公司 | 李玉庭(阿餅)、鄧伊婷、黃獎、陳美濤                                             |
| 2019 | 《這些年‧我們都遺忘了》 | 拉闊劇團有限公司 | 拉闊劇團有限公司 | 馬嘉均、伍熹賢、唐貝詩、袁鎮業、邱紫薇、杜沚諾、陳志忠、吳狄敏、羅卿娗、張洪熙 |
| 2018 | 《服務人生‧活出主道》   | 香港教育大學     | 拉闊劇團有限公司 | 馬嘉均、區沛健、梁愷婧                                                         |
| 2018 | 《為未來的自己準備》    | 香港教育大學     | 拉闊劇團有限公司 | 區沛健、羅頌欣                                                                 |
| 2018 | 《失敗的試煉》          | 香港教育大學     | 拉闊劇團有限公司 | 伍熹賢、梁巧悅、馬嘉均、梁愷婧                                                 |
| 2018 | 《向著標竿直跑》        | 香港教育大學     | 拉闊劇團有限公司 | 鄭伊娜、梁巧悅、羅卿娗                                                         |
| 2018 | 《勇於嘗試‧擔當僕人》   | 香港教育大學     | 拉闊劇團有限公司 | 馬嘉均、鄭伊娜                                                                 |
| 2017 | 《告別滿江紅》          | 香港教育大學     | 拉闊劇團有限公司 | 鍾浩賢、譚錦輝、葉運強                                                         |
| 2017 | 《理財新世代》          | 香港教育大學     | 拉闊劇團有限公司 | 梁巧悅、梁愷婧、馬嘉均、鄭伊娜                                                 |

## 學校巡迴演出編導作品
| 巡演年份  | 作品名稱                           | 主辦單位         | 贊助單位                                       | 製作單位         | 參與演員                                                               |
| 2020-2021 | 深雪小說改編《借用下一世的男朋友》 | 新閱會           | 新鴻基地產                                     | 拉闊劇團有限公司 | 袁鎮業、米露迪、吳狄敏、馬嘉均、杜沚諾、霍嘉恩                         |
| 2020-2021 | 梁永能原創《來自未來的你》         | 商界環保協會     | 香港賽馬會慈善信託基金                         | 拉闊劇團有限公司 | 李玉庭(阿餅)、霍柔心、梁皓婷、吳狄敏、黃淑瑩、馬嘉均                   |
| 2017      | 梁永能原創《都是碌卡惹的禍》       | 香港小童群益會   | 匯豐銀行及教育局                               | 拉闊劇團有限公司 | 石俊傑、范愷雯、譚錦輝、葉運強、張妙妙                                 |
| 2013-2016 | 梁永能原創《活在同一地平線上》     | 拉闊劇團有限公司 | 平等機會委員會、屯門及元朗區議會、九龍城區議會 | 拉闊劇團有限公司 | 馬嘉均、安俊豪、梁雨恩、石俊傑、葉嘉茵、尹泳恩、鄭嘉俊、朱仲暐、譚錦輝 |
| 2012      | 梁永能原創《以為玩得起》           | 勗勵軒輔導中心   | 平和基金                                       | 拉闊劇團         | -                                                                      |
| 2011      | 《告別迷失》                       | 勗勵軒輔導中心   | 平和基金                                       | 拉闊劇團         | -                                                                      |
| 2010      | 《醒覺吧！反賭大作戰！》           | 勗勵軒輔導中心   | 平和基金                                       | 拉闊劇團         | -                                                                      |
| 2008-2009 | 《我的足球夢想》                   | 拉闊劇團         | 樂施會(受惠機構)                               | 拉闊劇團         | -                                                                      |

## 電台節目
| 年份 | 頻道             | 節目名稱           | 擔任                 | 集數   |
| 2016 | 香港電台數碼31台 | 《小說舞台》第二季 | 首席主持、撰稿、監製 | 全13集 |
| 2015 | 香港電台數碼31台 | 《小說舞台》第一季 | 首席主持、撰稿、監製 | 全13集 |

## 廣播劇作品
| 播出年份 | 頻道             | 劇名                               | 飾演               | 集數  | 聲演以外其他崗位                     |
| 2016     | 香港電台數碼31台 | 黃擎天小說改編《來自火星的你》     | 旁白               | 全1集 | 編劇、導演、錄音室監製、後期製作總監 |
| 2016     | 香港電台數碼31台 | 黃擎天小說改編《今夜倩女會不會來》 | 阿杰(主角)         | 全1集 | 編劇、導演、錄音室監製、後期製作總監 |
| 2016     | 香港電台數碼31台 | 黃擎天小說改編《小鬼B找媽媽》      | 阿民(主角)         | 全1集 | 編劇、導演、錄音室監製、後期製作總監 |
| 2016     | 香港電台數碼31台 | 黃擎天小說改編《你知道我在等你嗎》 | 旁白、秦彥(男二)   | 全1集 | 編劇、導演、錄音室監製、後期製作總監 |
| 2016     | 香港電台數碼31台 | 黃擎天小說改編《我前世是外星人》   | 旁白、KH1997(配角) | 全1集 | 編劇、導演、錄音室監製、後期製作總監 |
| 2016     | 香港電台數碼31台 | 黃擎天小說改編《喜帖街冰室保衛戰》 | 旁白、鄭澈(男二)   | 全1集 | 編劇、導演、錄音室監製、後期製作總監 |
| 2015     | 香港電台數碼31台 | 天航小說改編《君子街‧淑女拳》      | 卓悠(男二)         | 全7集 | 編劇、導演、錄音室監製、後期製作總監 |
| 2015     | 香港電台數碼31台 | 孤泣小說改編《分手寄賣店》         | 梁孤七(主角)       | 全6集 | 編劇、導演、錄音室監製、後期製作總監 |
| 2015     | 香港電台數碼31台 | 天航小說改編《披上狼皮的羊咩咩》   | 王宇聞(主角)       | 全7集 | 編劇、導演、錄音室監製、後期製作總監 |

## 外部連結
- 梁永能的Facebook專頁
- 梁永能的Instagram帳戶
- YouTube上的拉闊劇團頻道